# Morgane Patru
Morgane Patru, née le 7 février 1998, est une escrimeuse française pratiquant le fleuret.

## Biographie
Morgane Patru est médaillée d'argent en fleuret individuel aux Jeux méditerranéens de 2022 à Oran.
Elle remporte la médaille d'argent en fleuret par équipes aux Jeux européens de 2023 à Cracovie, qui font office de Championnats d'Europe pour les épreuves par équipes.

## Palmarès
- Championnats du monde
  -  Médaille d'argent par équipe aux championnats du monde 2023 à Milan

- Championnats d'Europe
  -  Médaille d’argent en fleuret par équipes aux Jeux européens de 2023 (faisant office de Championnats d'Europe par équipes) à Cracovie
  -  Médaille d’argent en fleuret par équipes aux championnats d'Europe de 2025 à Gênes

- Épreuves de Coupe du monde
  - Saison 2022/2023 : 
    -  Médaille d'or par équipe à Plovdiv
    -  Médaille de bronze individuelle à Plovdiv
    -  Médaille de bronze par équipes à Belgrade

  - Saison 2021/2022 :
    -  Médaille d'argent par équipes à Tauberbischofsheim

- Jeux méditerranéens
  -  Médaille d'argent en fleuret individuel aux Jeux méditerranéens de 2022

- Championnats de France
  -  Médaille d'argent en fleuret par équipes en 2022
  -  Médaille de bronze en fleuret par équipes en 2015
  -  Médaille de bronze en fleuret par équipes en 2017
  -  Médaille d'argent en fleuret par équipe en 2022
  -  Médaille d'argent en fleuret individuel en 2023
  -  Médaille de bronze en fleuret individuel en 2024